# Friedrich Karl Forberg
Friedrich Karl Forberg (Meuselwitz, 30 de agosto de 1770 — Hildburghausen, 1 de janeiro de 1848) foi um filósofo e filólogo alemão.

## Vida
Nascido em 1770 na Turíngia, Forberg estudou com Karl Leonhard Reinhold na Universidade de Jena. Em 1791 ele viajou para Klagenfurt, escrevendo a Reinhold que havia muita simpatia pela Revolução Francesa , e aos seguidores de Immanuel Kant que as jovens damas de Klagenfurt substituíram os escritos de Kant (modestamente encadernados em preto) por seus livros de orações.
Ele foi diretor da Saalfeld / Saale e, de 1801 a 1826, Diretor do Sächsische Landesbibliothek. Suas publicações filosóficas são menos conhecidas agora do que sua edição de 1824 de uma sequência de poemas eróticos em latim renascentista, Hermaphroditus de Antonio Beccadelli. Isso foi acompanhado pelo próprio comentário erudito de Forberg, que assumiu a forma de um catálogo e antologia de descrições de atos e posturas sexuais na literatura clássica e posterior.

## Trabalhos
- (anônimo) Fragmente aus meinen Papieren, Jena 1796
- Briefe über die neueste Philosophie. In: Philosoph. Journal 6. Bd., 1. H., (1797), S. 44–88 u. 7. Bd., 4. H., (1797)
- Entwickelung des Begriffs der Religion. In: Philosoph. Journal 8. Bd., 1. H. (1798), S. 21–46
- Werner Röhr: Appellation an das Publikum… Dokumente zum Atheismusstreit um Fichte, Forberg, Niethammer. Jena 1798/|99, Leipzig 1987
- (anonym:) Lebenslauf eines Verschollenen, Hildburghausen u. Meiningen 1840
- Antonii Panormitae Hermaphroditus, Coburg 1824
- Friedrich Karl Forberg: Manual of Classical Erotology (De Figuris Veneris) [1884], lat./engl., Honolulu 2003
- Friedrich Karl Forberg: Manuel d’érotologie classique (De Figuris Veneris) [1906], frz. Übersetzung mit Illustrationen von Paul Avril; spätere Ausgaben mit einem Nachwort von Pascal Pia [1959], auch Paris 1995.
- Antonio Panormita: Hermaphroditus mit Apophoreta von Friedrich Carl Forberg [1908], hg. u. komment. v. Wolfram Körner u. Steffen Dietzsch, Leipzig 1986
- Friedrich Karl Forberg: De Figuris Veneris (Manuale di erotologia classica), lat. Text, ital. Vorwort, Catania: Libreria Tirelli di F. Guaitolini 1928
- Friedrich Karl Forberg: Klassische Liebesspiele/Wollust in den Villen Roms, übers. u. hg. v. Johanna Fürstauer, Konstanz 1969
- Friedrich Karl Forberg: Manual de erótica clássica, span. Übersetzung, hg. von Luis Parra u. José M. Ruiz. Madrid 2007.